# Daniel D. Tompkins
Daniel D. Tompkins (Scarsdale, 21 de junho de 1774 — Nova Iorque, 11 de junho de 1825) foi jurista, membro do congresso, governador de Nova Iorque e o sexto vice-presidente dos Estados Unidos, entre 4 de Março de 1817 e 4 de Março de 1825.

## Biografia
Tompkins graduou-se pela Columbia College, em Nova Iorque em 1795. Estudou Direito e em 1797 passou a exercer em Nova Iorque. Em 30 de abril de 1807, ele derrotou o Governador Morgan Lewis - Tompkins recebeu 35 074 votos, Morgan Lewis 30 989 - e permaneceu no cargo de Governador de Nova Iorque até 1817. Ele foi reeleito em 1810, derrotando Jonas Platt - Tompkins 43 094 votos, Jonas Platt 36 484. Em 1813 ele derrotou Stephen Van Rensselaer - Tompkins 43 324 votos, Van Rensselaer 39 718 - e, em 1816, ele bateu Rufus King - Tompkins 45 412 votos, King 38 647. Ele recusou uma nomeação como Secretário de Estado dos Estados Unidos do Presidente James Madison.

## Vice-Presidente
Tompkins foi eleito Vice-Presidente na chapa com James Monroe, em 1816, e foi reeleito em 1820, servindo a partir de 4 de março de 1817 até 4 de março de 1825. Ele morreu em Tompkinsville três meses depois de deixar a vice-presidência.